# Marita Lorenz
Ilona Marita Lorenz (8 de agosto de 1939 - 31 de agosto de 2019) foi uma espiã alemã que ficou conhecida por ter um caso com Fidel Castro em 1959. em janeiro de 1960 esteve envolvida em uma tentativa falha de assassinato por envenenamento da CIA contra a vida de Castro.
Nas décadas de 1970 e 1980, ela testemunhou sobre o assassinato de John F. Kennedy, afirmando que estava envolvida com um grupo de militantes anticubanos, da CIA e da infâmia de Watergate, pouco antes do assassinato.

## Biografia
Ela nasceu Ilona Marita Lorenz em Bremen, filha de Alice June e Heinrich Lorenz. Ela tinha uma irmã, Valerie, e dois irmãos, Joachim e Manfred "Felipe". Seu pai, um rico capitão da marinha alemã, tornou-se comandante de uma frota de submarinos quando a Alemanha invadiu a Polônia duas semanas após o nascimento de Marita e posteriormente foi feito prisioneiro depois que seu navio foi capturado; ele foi internado em um campo de prisioneiros de guerra na Inglaterra. Sua mãe, nascida em Delaware, era uma atriz e dançarina que se apresentava sob o nome artístico de June Paget. No início da guerra, ela havia sido recrutada pela inteligência britânica depois de ajudar no resgate de um soldado francês e um piloto britânico. Acusada de ajudar trabalhadores forçados a escapar de Bremen, Marita e sua mãe foram encarceradas no campo de concentração de Bergen-Belsen em 1944.
Após a libertação pelos aliados, a família Lorenz mudou-se para Bremerhaven. Alice começou a trabalhar para a inteligência do Exército dos EUA e depois para a OSS, a agência de inteligência estrangeira dos EUA em tempo de guerra anterior à CIA.
Quando Marita tinha sete anos, ela foi estuprada por um soldado americano e testemunhou contra ele no julgamento que se seguiu. A jornalista Ann Louise Bardach escreveu que "muitos próximos a Lorenz dizem que" esses eventos "desencadearam um padrão vitalício de violência e vingança em seus relacionamentos com os homens".
A família Lorenz mudou-se para os Estados Unidos em 1950, e Heinrich começou a trabalhar como capitão de vários transatlânticos de luxo. Durante esse período, o trabalho de Alice na comunidade de inteligência se aprofundou, trabalhando alternadamente com a inteligência do Exército dos EUA e o Pentágono. A irmã de Marita, Valerie, descreveu o trabalho de sua mãe: "Eu nunca tive certeza para quem [ela] estava trabalhando, exceto que eu sabia que ela trabalhava na inteligência com alta segurança. Ela não confiava em mim, mas era muito próxima de Marita."

## Castro e Pérez Jiménez
Em fevereiro de 1959, semanas após a conclusão da Revolução Cubana, Lorenz chegou a Havana com seu pai a bordo do MS Berlin. Fidel Castro e seus homens visitaram o navio e Castro gostou da garota de 19 anos. Após o jantar, o Berlin partiu para Nova York. Lorenz desembarcou em Manhattan, onde estaria morando com o irmão Joachim, estudante da Universidade de Columbia. Alguns dias depois que ela chegou, Castro ligou para Lorenz — ela havia lhe dado o número da casa de Joachim em uma caixa de fósforos antes de partir — e disse que estava enviando um avião para levá-la de volta a Cuba. Um jipe pegou Lorenz do outro lado e a levou para o Havana Hilton, que Castro havia reaproveitado como sua base de operações. Ela viveu com Castro por vários meses e engravidou. Quando Lorenz descobriu que estava grávida, havia pouca dúvida de quem era o pai. Em outubro de 1959, com sete meses, Lorenz diz que recebeu um copo de leite drogado e desmaiou. Quando ela acordou no consultório de um médico local, o bebê não estava em lugar nenhum. Várias histórias surgiram ao longo dos anos sobre o que aconteceu a seguir, mas nenhuma foi definitivamente confirmada: ou o feto foi abortado, Lorenz sofreu um aborto espontâneo ou ela deu à luz um menino saudável chamado "Andre".
Ela deixou a ilha e se juntou a ativistas anti-Castro na Flórida. Seu testemunho posterior nomeou Francisco Fiorini como o agente da CIA que a recrutou para assassinar Castro, e que este era um pseudônimo para Frank Fiorini Sturgis. Ela recebeu pílulas de veneno que ela deveria colocar na comida de Castro. De volta a Cuba em 1960, ela não entregou as pílulas, mas contou a Castro sobre a trama, dizendo que ainda o amava. Ela deixou a ilha e visitou Castro uma última vez em 1981.
De acordo com Lorenz, em março de 1961 ela conheceu o ditador venezuelano deposto Marcos Pérez Jiménez, apresentado a ela como "General Diaz", em uma residência em Miami Beach, Flórida, enquanto trabalhava como mensageiro para a Brigada Anticomunista Internacional. Ela disse que deveria receber uma contribuição de US$ 200.000 de Pérez Jiménez para seu grupo. Lorenz disse: "Ele me perseguiu por seis semanas".
Lorenz afirmou que Castro e Pérez Jiménez tiveram um filho com ela.
Em agosto de 1963, uma ação de paternidade movida por Lorenz contra Pérez Jiménez suspendeu brevemente sua extradição para a Venezuela. Ela alegou ter estado com Frank Sturgis em uma reunião com o chefe da CIA em Miami, que também incluiu E. Howard Hunt, que Frank afirmou era para planejar o assassinato de JFK.

## JFK alegações de conspiração
Em 1977, Lorenz disse a Paul Meskil do New York Daily News que conheceu Lee Harvey Oswald no outono de 1963 em um esconderijo da Operação 40 na seção Pequena Havana de Miami. Segundo Lorenz, ela o encontrou novamente antes do assassinato de Kennedy em 1963 na casa de Orlando Bosch, com Frank Sturgis, Pedro Luis Díaz Lanz e outros dois cubanos presentes. Ela disse que os homens estudaram os mapas das ruas de Dallas e que ela suspeitava que eles planejavam invadir um arsenal. Lorenz afirmou que ela se juntou aos homens que viajavam para Dallas em dois carros e carregavam "rifles e miras", mas voou de volta para Miami no dia seguinte à chegada. Em resposta às alegações dela, Sturgis disse que não se lembrava de ter conhecido Oswald e reiterou suas negações anteriores de estar envolvido em uma conspiração para matar Kennedy. Em uma entrevista com Steve Dunleavy do New York Post, ele disse acreditar que agentes comunistas pressionaram Lorenz a fazer as acusações contra ele.
Lorenz testemunhou sobre este plano de assassinato de Kennedy perante o Comitê Seleto da Câmara sobre Assassinatos (HSCA). Seu testemunho foi investigado pelo comitê político e considerado não confiável.
Em fevereiro de 1985, o advogado Mark Lane leu um depoimento que Lorenz forneceu no processo de difamação de E. Howard Hunt contra o tablóide do Liberty Lobby, The Spotlight. Lorenz morava em Nova York na época, no entanto, Lane leu o depoimento no tribunal afirmando que Lorenz estava "com medo de vir para Miami". O depoimento reiterou alegações semelhantes às que ela forneceu ao HSCA. Lorenz disse que conheceu Oswald em Miami no início dos anos 1960, e que em novembro de 1963 Sturgis pediu que ela viesse a Dallas com ele e Oswald para agir como isca. Sua declaração dizia que ela, Oswald e sete cubanos anti-Castro transportaram armas para Dallas em dois carros pouco antes de 22 de novembro de 1963. Lorenz afirmou que Hunt foi ao seu quarto de motel em Dallas e forneceu a Sturgis um envelope cheio de dinheiro. De acordo com um relato, esse testemunho se tornou a "peça central" do livro Plausible Denial de Lane, de 1991.
Em 1993, Lorenz foi entrevistada pela escritora de Vanity Fair Ann Louise Bardach, que a descreveu como "uma santa padroeira dos fãs de conspiração". Bardach escreveu que "pelo menos metade de sua história é prontamente documentada pelos relatos de outros e memorandos do FBI, a outra metade carece de qualquer corroboração, às vezes, contraria as evidências existentes".

## Trabalho para o FBI
Em 1970, ela se casou com o gerente de um prédio de apartamentos em Nova York. Os dois trabalhavam para o FBI espionando diplomatas da ONU do Bloco Oriental que moravam no prédio.

## Livros e filmes
Com Ted Schwarz, a primeira autobiografia de Lorenz, Marita: One Woman's Extraordinary Tale of Love and Espionage from Castro to Kennedy, foi publicada em 1993 pela Thunder's Mouth Press. Kirkus Reviews descreveu o livro como "as aventuras selvagens - se quase incríveis - de uma nova Jane Bond". A Publishers Weekly escreveu: "Como outras histórias sensacionalistas de conspiração, esta pressiona os limites da credibilidade, mas seu próprio ultraje lhe dá peso". Sua segunda autobiografia Lieber Fidel – Mein Leben, meine Liebe, mein Verrat (ISBN 3471780793) apareceu em 2001.
A história de Lorenz foi a inspiração para o filme de TV de 1999 de Jack Bender, My Little Assassin. Gabrielle Anwar retratou Lorenz no filme e sua mãe Alice foi retratada por Jill Clayburgh. Ela também é o tema de um documentário alemão de 2000 Lieber Fidel – Maritas Geschichte (“Querido Fidel – A história de Marita”).
Em 2016, foi relatado que ela seria interpretada por Jennifer Lawrence no próximo filme biográfico Marita, que é baseado no livro de memórias de Lorenz, Marita: The Spy Who Loved Castro

## Vida pessoal
Lorenz viveu em Baltimore, Maryland.
Monica Mercedes Pérez Jiménez, filha que teve com Marcos Pérez Jiménez (ex-presidente da Venezuela), é casada com um dos filhos de Orlando Letelier.